# Huépac
Huépac là một đô thị thuộc bang Sonora, México. Năm 2005, dân số của đô thị này là 1032 người.